# 페테르 포르스베리
페테르 마티아스 "포파" 포르스베리(스웨덴어: Peter Mattias "Foppa" Forsberg, 1973년 7월 20일~)는 스웨덴의 은퇴한 아이스하키 선수로. 현역 시절 포지션은 센터이다. 현재 스웨덴 아이스하키팀인 모도 하키의 부단장을 맡고 있다.